# Gender Studies
Gender Studies o.p.s. je obecně prospěšná společnost založená v roce 1991 socioložkou Jiřinou Šiklovou a dalšími. Dlouhodobě prosazuje rovnost pohlaví v české společnosti a upozorňuje na problémy, které zrovnoprávnění v některých životních oblastech brání. V této problematice působí jako informační, konzultační a vzdělávací centrum. Vedle různých projektů se organizace věnuje také publikování odborných textů, expertíz a příruček a provozuje veřejně přístupnou Knihovnu Jiřiny Šiklové s obsáhlým tematickým fondem, a to jak českým, tak mezinárodním.

## Historie organizace
Gender Studies je patrně nejstarší neziskovou organizací zabývající se genderovou problematikou v Česku. Na webových stránkách organizace v příslušné sekci je její historie (aktualizovaná do roku 2006) rozdělena na několik fází:
- začátky (1991–1993)
- první fázi (1993–1996)
- druhou fázi (1997–2000)
- třetí fázi (2001–2004)
- a současnost (od roku 2005)

Nicméně od konce roku 2011 docházelo v organizaci ke změnám, jež by bylo možné vnímat jako další fázi historie organizace. Na konci roku 2011 hledala společnost na několikrát novou ředitelku či nového ředitele a na konci roku 2013 se i s knihovnou přestěhovala do nových prostor.

## Činnost
Cílem organizace je shromažďovat a dále zpracovávat a rozšiřovat informace související s genderovou tematikou. Prostřednictvím specifických projektů organizace aktivně ovlivňuje změny týkající se rovných příležitostí v různých oblastech, jako jsou například institucionální mechanismy, trh práce, politická participace žen, informační technologie apod.
Organizace poskytuje:
- konzultace v oblasti rovnováhy rodinného a pracovního života (work–life balance), postavení žen a mužů na trhu práce a oblasti rovných příležitostí pro ženy a muže
- informační servis pro genderovou problematiku: slaďování rodinného a pracovního života, postavení žen v řídících pozicích, vzdělávání v oblasti rovných příležitostí pro ženy a muže, účast žen v rozhodovacích procesech a politice
- vydávání a distribuci zpravodajů Rovné příležitosti do firem a Rovné příležitosti ve strukturálních fondech
- knihovnické a informační služby v oblasti genderové tematiky: největší knihovna zaměřená na genderovou tematiku a rovné příležitosti pro ženy a muže ve střední Evropě (7 tisíc titulů)
- přednášky, školení a semináře na téma rovné příležitosti pro ženy a muže (trh práce, diskriminace, politika, právo, ICT apod.)
- stáže a brigády[7]

Konkrétními projekty jsou např.:
- soutěž Firma roku: rovné příležitosti
- Girls Day – kariérní den pro dívky, který se koná od roku 2012 v dubnu. Cílem akce je povzbudit zájem dívek o studijní obory a profese v oblasti vědy, IT, techniky či přírodních věd prostřednictvím workshopů, přednášek a diskuzí v technologických firmách a institucích.[8][9] Akce se mohou účastnit dívky ve věku od 15 do 25 let. Vyzkoušet si mohou základy programování, elektro projektování, nové telekomunikační technologie nebo práci s 3D virtuální realitou v celé řadě workshopů.[10] Do akce mohou být zapojeny firmy, vysoké školy a vědecké instituce, které působí v oblasti technických oborů. Dále probíhají krátké rozhovory se zaměstnanci firem.[11]
- Paměť žen – mezinárodní projekt mapující paměť žen narozených mezi lety 1920 a 1960[12]
- Feminismus.cz – feministický publicistický portál[13]
- Rovné příležitosti v souvislostech (dříve Rovné příležitosti do firem) – časopis/zpravodaj[14]
- Stop kybernásilí na mužích a ženách[15]
- Blíže k rovnosti – genderové audity firem[16][17]